# Будівля суду Крукс
«Будівля суду Крукс» (англ. Court House Crooks, або Courthouse Crooks) — американська короткометражна кінокомедія режисера Форда Стерлінга 1915 року.

## Сюжет
Суддя і його легковажна дружина святкують другу річницю весілля. Дружина наполягає, щоб суддя купив їй подарунок. Він іде й купує намисто і кулон, який відразу губить. Безробітний молодик знаходить коштовності, і суддя, бачачи його у своєму володінні, думає, що безробітний вкрав намисто і кулон. Він викликає поліцію, яка затримує безробітного. Після чого його відвели в суд.

## У ролях
- Форд Стерлінг — окружний прокурор
- Мінта Дарфі — дружина судді
- Чарльз Арлінг — суддя Грей
- Доріс Бейкер — сестра молодого чоловіка
- Джош Бінней — присяжний в передньому ряді
- Ден Альбертс — продавець води
- Біллі Беннетт — мати молодого чоловіка
- Патрік Келлі — присяжний в передньому ряді
- Гарольд Ллойд — молодий чоловік
- Джек Мінтц — присяжний в другому ряді з вусами
- Едвард Нолан — поліцейський
- Луїза Карвер — літня жінка (в титрах не вказана)